# Szicíliai alkirályok listája
A szicíliai alkirályok 1412 és 1759 között urlakodtak a Szicíliai Királyságban a távollevő spanyol királyok nevében. Az alkirályok uralma III. Ferdinánd uralkodása idején ért véget, aki személyesen volt az uralkodó.

## Aragóniaiak uralma (1409-1516)
- II. János,Peñafiel hercege, később II Aragóniai János, 1458–1479, acted 1409–1416.
- Domingo Ram y Lanaja, Lleida püspöke 1416–1419
- Antonio de Cardona 1419–1421 (1st term)
- Giovanni de Podio 1421–1422
- Niccolò Speciale 1423–1424 (1st term)
- Aragóniai Péter infáns 1424–1425
- Giovanni Ventimiglia, Geraci márkija 1430–1432
- Niccolò Speciale 1425–1431
- Pedro Felice and Adamo Asmundo 1432–1433
- V. Alfonz közvetlen uralma 1433–1435
- Ruggero Paruta 1435–1439
- Bernat de Requesens 1439–1440 (1. hivatala)
- Gilabert de Centelles y de Cabrera 1440–1441
- Raimundo Perellós 1441–1443
- Lope Ximénez de Urrea y de Bardaixi 1443–1459 (1. hivatala)
- Juan de Moncayo 1459–1463
- Bernat de Requesens 1463–1465 (2. hivatala)
- Lope Ximénez de Urrea y de Bardaixi 1465–1475(2. hivatala)
- Guillm Pujades 1475–1477
- III János Ramon, Cardona grófja, Prades grófja 1477–1479
- Gaspar de Espés, Szicília alkirálya 1479–1489, Sclafana grófja és Albalate de Cinca ura.
- Fernando de Acuña y de Herrera 1489–1495
- Juan de Lanuza y Pimentel 1495–1507. Nápolyban hunyt el 1507-ben.
- Ramon de Cardona,Albento grófja 1507–1509
- Hug de Montcada 1509–1517

## Spanyol uralom (1516-1713)
- Ettore Pignatelli e Caraffa, Monteleone 1. hercege 1517–1534
- Simone Ventimiglia, Geraci márkija 1534–1535
- Ferrante Gonzaga, Molfetta hercege 1535–1546
- Ambrogio Santapace,  Licodia hercege 1546–1547 Interim
- Juan de Vega, Grajal ura 1547–1557
- Juan de la Cerda Medinaceli 4. hercege 1557–1564
- García Álvarez de Toledo Villafranca 4. márkija 1564–1566
- Carlo d'Aragona Tagliavia 1566–1568 Interim  (1st term)
- Francesco Ferdinando II d'Avalos, Pescara 5. márkija 1568–1571
- Giuseppe Francesco Landriano, Landriano grófja 1571
- Carlo d'Aragona Tagliavia, 1571–1577
- Marcantonio Colonna, Paliano hercege 1577–1584
- Juan Alfonso Bisbal, Briático grófja 1584–1585
- Diego Enríquez de Guzmán, Alba de Liste grófja 1585–1592
- Enrique de Guzmán Olivares 2. grófja 1592–1595
- Giovanni III Ventimiglia Geraci 8. márkija és Castelbuono hercege, 1595–1598 Interim (1st term)
- Bernardino de Cárdenas y Portugal, Maqueda hercege 1598–1601
- Jorge de Cárdenas y Manrique de Lara, Elche márkija 1601–1602 '
- Lorenzo Suárez de Figueroa y Córdoba, Feria hercege 1602–1606
- Giovanni III Ventimiglia , Geraci 8. márkija és Castelbuono hercege,,  1606–1607 Interim (2nd term)
- Juan Fernandez Pacheco Escalona 5. hercege 1607–1610
- Giovanni Doria, püspök 1610–1611 Interim
- Pedro Téllez-Girón Osuna 3. hercege 1611–1616
- Francisco Ruiz de Castro  1616–1622
- Emanuel Filibert of Savoy 1622–1624
- Giovanni Doria, püspök  1624–1626
- Antonio Pimentel y Toledo, Tavora márkija 1626–1627
- Enrique Pimentel, Villalba grófja, 1627
- Francisco Fernández de la Cueva, Albuquerque 7. hercege 1627–1632
- Fernando Afán de Ribera y Enríquez, Alcalá hercege 1632–1635
- Luis de Moncada,  Montalto 7. hercege,  1635–1639 Interim
- Francisco de Melo, Villanueva márkija, 1639–1641
- Juan Alfonso Enríquez de Cabrera 1641–1644
- Pedro Fajardo Requesens y Zúñiga, Los Vélez márkija 1644–1647
- Vicente de Guzmán, Montealegre márkija 1647
- Gian Giacomo Teodoro Trivulzio, püspök 1647–1649
- John of Austria the Younger 1649–1651
- Rodrigo de Sandoval y Mendoza Infantado 7. hercege 1651–1655
- Juan Tellez-Girón y Enriquez de Ribera Osuna 4. hercege 1655–1656
- Martín de Redín 1656–1657
- Pedro Rubeo 1657–1660
- Fernando de Ayala,  Ayala hercege 1660–1663
- Francesco Caetani, Sermoneta 8. hercege 1663–1667
- Francisco Fernández de la Cueva  Alburquerque 8. hercege, 1667–1670
- Claude-Lamoral Ligne hercege 1670–1674
- Francisco Bazán de Benavides 1674
- Fadrique de Toledo y Osorio, Villafranca del Bierzo márkija 1674–1676
- Anielo de Guzmán, Castel Rodrigo márkija 1676 Interim
- Francisco de Gattinara, San Martín márkija 1676 Interim
- Luis Manuel Fernández de Portocarrero, püspök 1677–1678
- Vicente de Gonzaga y Doria 1678
- Francisco de Benavides, Santisteban grófja 1678–1687
- Juan Francisco Pacheco y Téllez-Girón Uceda 4. grófja  1687–1696
- Pedro Manuel Colón de Portugal y de la Cueva, 1696–1701, Veragua 7. hercege from 1673 to 1710 .
- Juan Manuel Fernández Pacheco, Villena 8. márkija és Escalona hercege 1701–1702
- Francesco Del Giudice, püspök 1702–1705
- Isidoro de la Cueva y Benavides,  Bedmar márkija 1705–1707
- Carlo Antonio Spinola,  Balbases 4. márkija 1707–1713

A spanyol örökösödési háború végével, az 1713-ban megkötött utrechti béke értelmében Szicília a Savoyai hercegséghez került.

## Savoyai-ház (1713–1720)
- Annibale Maffei, gróf 1714–1718
- Giovan Francesco di Bette, Lede márkija 1718–1719
- Niccolò Pignatelli,Monteleone hercege 1719–1720

A Savoyaiaktól a területet 1718-ban a spanyolok meghódították a négyes szövetség háborúja alatt. Az 1720-as hágai béke értelmében a Savoyai hercegség, Habsburg uralom alá került.

## Habsburg-uralom (1720–1734)
- Joaquín Fernández de Portocarrero, Almenara márkija, 1722–1728
- Cristoforo Fernandez de Cordoba, Sastago grófja 1728–1734

1734-ban a lengyel örökösödési háború alatt a terület spanyol uralom alá került III. Károly vezetésével.

## Bourbon-ház (1734–1816)
- José Carrillo de Albornoz Montemar 1.hercege 1734–1737
- Bartolomeo Corsini, Sismano hercege 1737–1747
- Jacques-Eustache de La Viefville,La Viefville hercege 1747–1754
- Giovanni Fogliani Sforza d'Aragona, Pellegrino márkija 1755–1775
- Marcantonio Colonna di Stigliano Sonnino 3. hercege, Stigliano hercege 1775–1781
- Domenico Caracciolo, Villamaina márkija 1781–1786
- Francesco d'Aquino, Prince of Caramanico Caramanico hercege 1786–1795
- Francisco Lopez y Rojo, Palermo érseke 1795–1798
- Tommaso Firrao di Luzzi, Sant'Agata hercege 1798–1802
- Domenico Pignatelli di Belmonte Palermo érseke 1802–1803
- Alessandro Filangieri, Cutò hercege 1803–1806
- III. Ferdinánd közvetlen uralma 1806–1813
- I. Ferenc nápoly–szicíliai király Calabria hercege 1813–1816
- Niccolò Filangieri, Cutò hercege 1816

1816-ban a Nápolyi- és Szicíliai Királyság egyesítésével létrejött Két Szicília Királysága.